# Vonone I
Vonone I (... – Cilicia, 19) è stato sovrano del regno di Partia dal 8 d.C. all'11 d.C. e dopo la sua cacciata dal regno partico, del regno d'Armenia dal 12 d.C. al 18 d.C..

## Biografia
Figlio maggiore del re dei Parti, Fraate IV, visse come ostaggio a Roma, dove venne inviato nel 10 a.C. come garanzia del trattato di pace stretto tra suo padre e l'imperatore romano Augusto. Oltre a Vonone, vennero inviati a Roma altri tre figli, tra i quali il futuro sovrano partico, Tiridate III di Partia.
Alla morte di Orode III nel 7 d.C., i Parti chiesero ad Augusto il rilascio di uno dei figli di Fraate IV, in quanto erede della dinastia degli Arsacidi. L'imperatore romano inviò di buon grado Vonone, cresciuto ed educato secondo i costumi di Roma, con la speranza di vedere eletto un sovrano partico filo-romano. Ma furono proprio i suoi modi giudicati troppo raffinati e la sua eccessiva confidenza con il mondo romano che presto suscitarono il disgusto ed il disprezzo della nobiltà Partica.
Vonone venne deposto da un altro appartenente alla dinastia Arsacide, Artabano II, che lo costrinse all'esilio in Armenia nel 12 d.C. 
In Armenia, dove era fallito il tentativo di sostituire alla vecchia dinastia artasside una nuova dinastia più fedele a Roma con Ariobarzane di Atropatene, Vonone si vide offerta la corona del regno d'Armenia.
Il suo regno fu davvero breve, in quanto il nuovo re Partico Artabano II lo perseguitò chiedendo insistentemente a Roma, che aveva il controllo del regno d'Armenia, di destituirlo. Alla fine Augusto, non volendo inasprire i rapporti con il regno partico, cedette alle pressioni di Artabano II, deponendo Vonone I e inviandolo in esilio in Siria ad Antiochia. In seguito Vonone si spostò in Cilicia, dove morì in un tentativo di fuga, nel 19 d.C., ucciso dalle sue stesse guardie.
Al regno d'Armenia venne eletto un nuovo sovrano di origine straniera, imposto dall'inviato romano Germanico, che salì al trono con il nome di Artaxias III.